# Kawiaczka skalna
Kawiaczka skalna (Microcavia shiptoni) – gatunek ssaka z podrodziny kawii (Caviinae) w rodzinie kawiowatych (Caviidae). Zamieszkuje trawiaste i skalne tereny w północno-zachodniej Argentynie, na wysokościach 3000–4000 m n.p.m.